# My Resistance -확실한 것-/운명 Girl
〈My Resistance -확실한 것-/운명 Girl〉(My Resistance -タシカナモノ-/運命Girl My Resistance -타시카나모노-/운메이Girl[*])은 일본의 남성 아이돌 그룹 Kis-My-Ft2의 6번째 싱글이다.

## 개요
전작으로부터 약 3개월만의 싱글이다. 초회 생산 한정반 A, 초회 생산 한정반 B, 통상판, 키스 마이 SHOP반, 세븐&아이 한정반의 5형태로 발매되었다.
〈My Resistance -확실한 것-〉은 멤버 타마모리 유타 주연 TV 아사히계 금요 나이트 드라마 《노부나가의 셰프》의 주제가로 사용되고 있다. 〈운명 Girl〉은 Kis-My-Ft2 출연의 세븐&아이 CM 송.

## 수록곡

### 초회 생산 한정반 A
CD
1. My Resistance -タシカナモノ- / My Resistance -확실한 것-
작사: 쿠리하라 사토루(Jazzin'park) / 작곡·편곡: 쿠보타 싱고(Jazzin'park), 쿠리하라 사토루(Jazzin'park)
2. 運命Girl / 운명 Girl
작사: zopp / 작곡: CHOKKAKU, E.ONE1&2 / 편곡: CHOKKAKU

DVD
1. My Resistance -タシカナモノ- (MUSIC VIDEO)
2. My Resistance -タシカナモノ- (MUSIC VIDEO Making Movie) [약 15분]

### 초회 생산 한정반 B
CD
1. 運命Girl / 운명 Girl
2. My Resistance -タシカナモノ- / My Resistance -확실한 것-

DVD
1. 運命Girl (MUSIC VIDEO)
2. 運命Girl (MUSIC VIDEO Making Movie) [약 15분]

### 통상반
CD
1. My Resistance -タシカナモノ- / My Resistance -확실한 것-
2. 運命Girl / 운명 Girl
3. Forever with U
작사: 야마시타 카즈아키, SUNNY BOY / 작곡: Cube Juice, 야마시타 카즈아키 / 편곡: SUNNY BOY

초회 한정 봉입 특전
- 미니 사진집 (전 3종 중 1종 랜덤 봉입)

### 키스마이 SHOP반
CD
1. 運命Girl / 운명 Girl
2. My Resistance -タシカナモノ- / My Resistance -확실한 것-

특전
- 키스·My 젓가락 (1개)
- 메시지 들어간 아더 자켓 카드 〔7매 세트〕 (1개)

### 세븐&아이 한정반
CD
1. 運命Girl / 운명 Girl
2. My Resistance -タシカナモノ- / My Resistance -확실한 것-

DVD
- 세븐&아이 〈밸런타인 페어〉 CM 영상
- 세븐&아이 〈밸런타인 페어〉 CM 촬영 메이킹 영상
- 밸런타인 데이·스페셜 영상 (각 멤버가 스스로 생각한 상황의 밸런타인 데이)